# Club Olimpia
Club Olimpia (eller bare Olimpia) er en paraguayansk fodboldklub fra hovedstaden Asunción. Klubben spiller i landets bedste liga, Primera División de Paraguay, og har hjemmebane på stadionet Estadio Manuel Ferreira. Klubben blev grundlagt den 25. juli 1902, og har siden da vundet hele 43 mesterskaber og tre udgaver af den største sydamerikanske klubturnering, Copa Libertadores. Dette gør klubben til den mest succesfulde i paraguayansk fodbold nogensinde.

## Titler
- Paraguayansk mesterskab (43): 1912, 1914, 1916, 1925, 1927, 1928, 1929, 1931, 1936, 1937, 1938, 1947, 1948, 1956, 1957, 1958, 1959, 1960, 1962, 1965, 1968, 1971, 1975, 1978, 1979, 1980, 1981, 1982, 1983, 1985, 1988, 1989, 1993, 1995, 1997, 1998, 1999, 2000, 2011 Clausura, 2015 Clausura, 2018 Apertura, 2018 Clausura, 2019 Apertura

- Torneo República (1): 1992

- Torneo de Integración Nacional (1): 1990

- Copa Libertadores (3): 1979, 1990, 2002

- Supercopa Sudamericana (1): 1990

- Recopa Sudamericana (2): 1991, 2003

- Intercontinental Cup (1): 1979

- Copa Interamericana (1): 1979

## Kendte spillere
| 1970'erne - Ever Hugo Almeida (1973–91) - Hugo Talavera (1975–80, 1981–85) 1980'erne - Raúl Vicente Amarilla (1988-89, 1990–93) 1990'erne - Roque Santa Cruz (1997–99, 2016–) 2000'erne - Sergio Órteman (2001–04, 2011-12, 2013) - Glaucineis Martins (2006) - Josías Paulo Cardoso Júnior (2006) - Carlos Gamarra (2007) - Juan Rodrigo Rojas (2007–10) - Juan Manuel Lucero (2008–09) - Juan Cardozo (2009) - Oswaldo Vizcarrondo (2009) - Ebelio Ordóñez (2009) | - José María Buljubasich (2009) - Martín Ligüera (2009–10) - Nelson Cuevas (2009–10) 2010'erne - Cristian Bogado (2010) - Juan Carlos Ferreyra (2010, 2013) - Pablo Zeballos (2011–12, 2015) - Martín Silva (2011–13) - Juan Manuel Salgueiro(2012-2015) - Renzo Revoredo (2012) - Alejandro Silva (2012-2015) - Cristian Riveros (2015–) - Jorge Salinas (2015) - Alberto Zapata (2004) - Carlos Ruiz (2009) - Carlos Figueroa (2009) |

## Danske spillere
- Ingen